# جوزيف إغلستون جونستون
جوزيف إغلستون جونستون (بالإنجليزية: Joseph E. Johnston )‏ (و. 1807 – 1891 م) هو سياسي، وعسكري أمريكي، ولد في فارمفيل، كان عضوًا في الحزب الديمقراطي الأمريكي، ويحمل رتبة عسكرية عميد، توفي في واشنطن العاصمة، عن عمر يناهز 84 عاماً، بسبب ذات الرئة.

## مناصب
تولى منصب عضو مجلس النواب الأمريكي، وعضو مجلس نواب الولايات المتحدة من ولاية فرجينيا.

## التعليم
تعلم في الأكاديمية العسكرية الأمريكية.

## الخدمة العسكرية
خدم في القوات البرية للولايات المتحدة.

## معرض صور

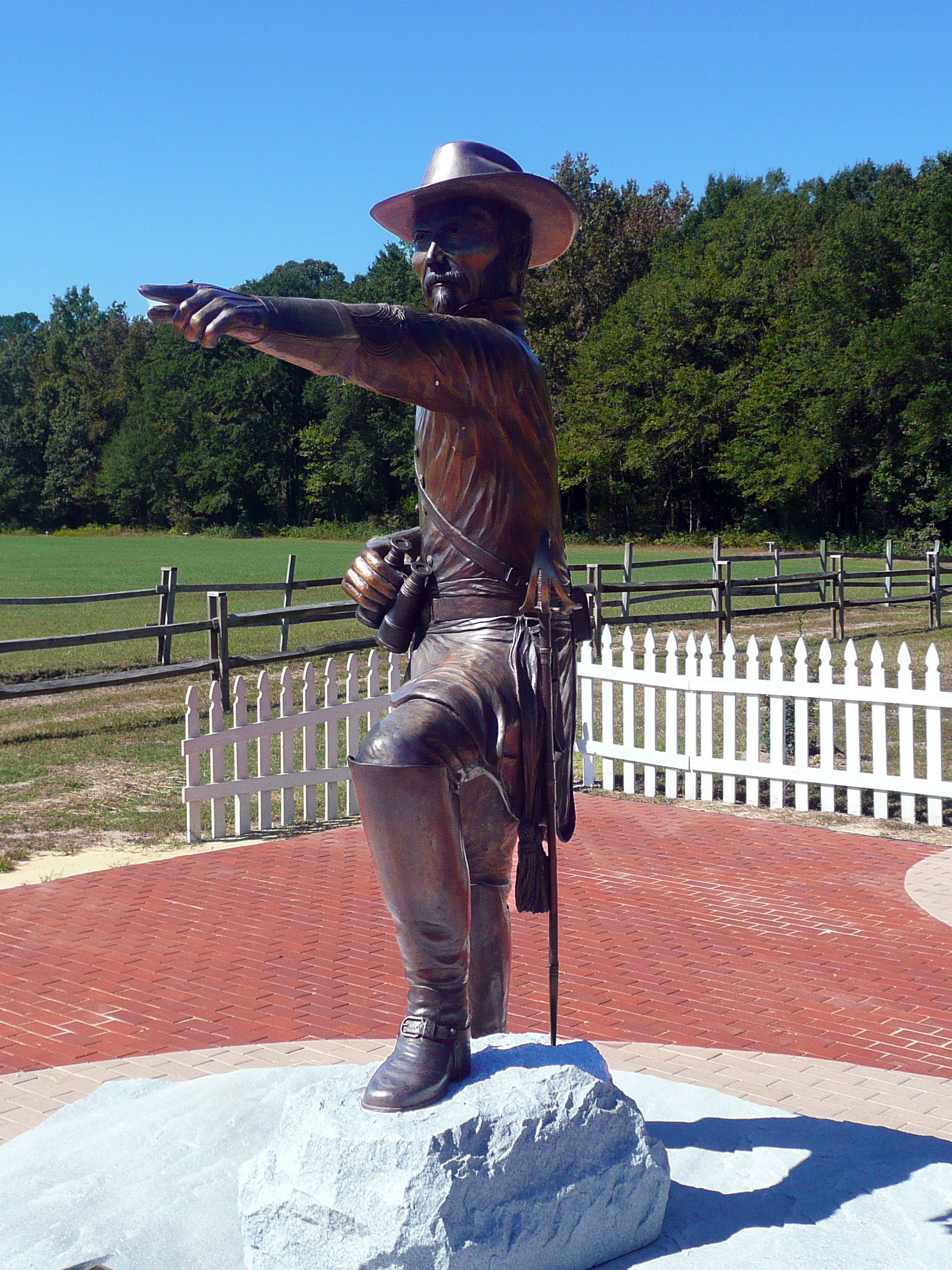
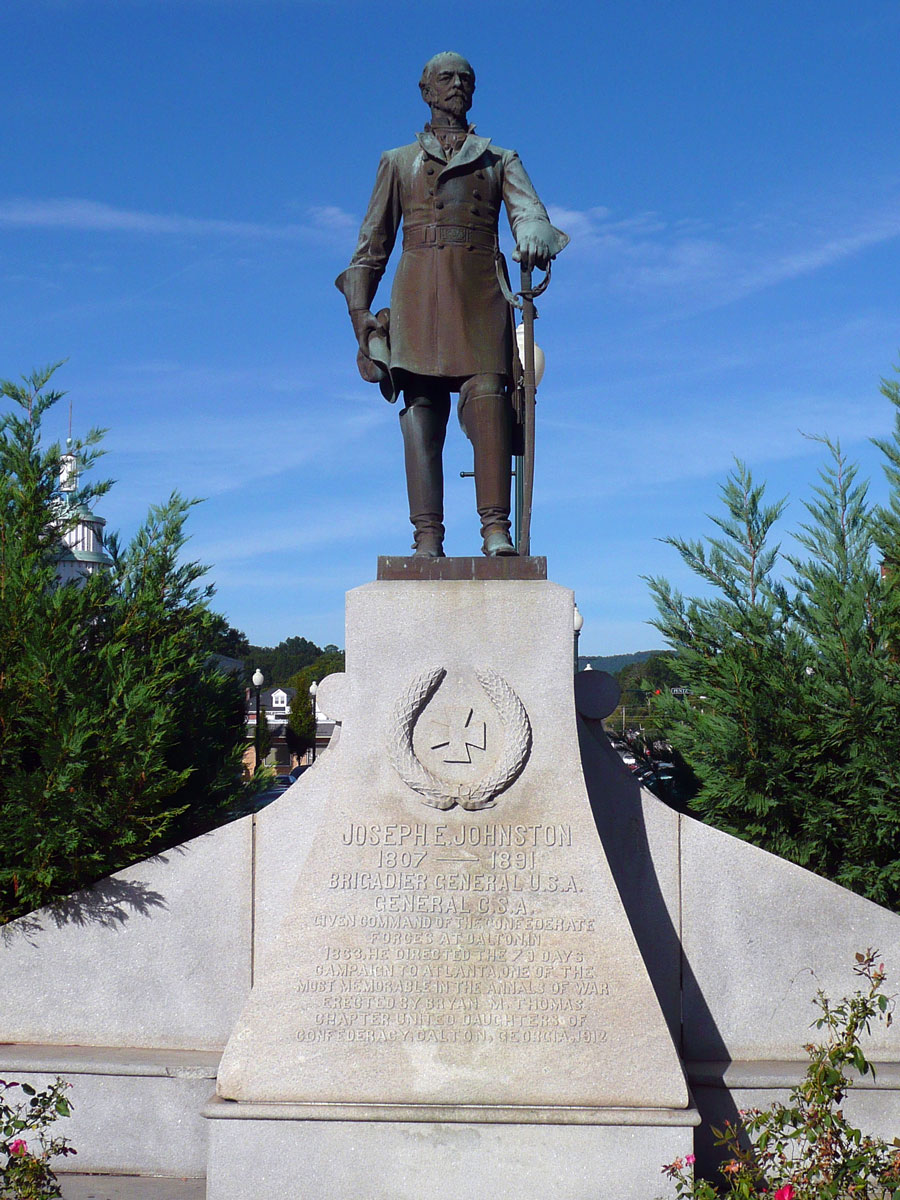
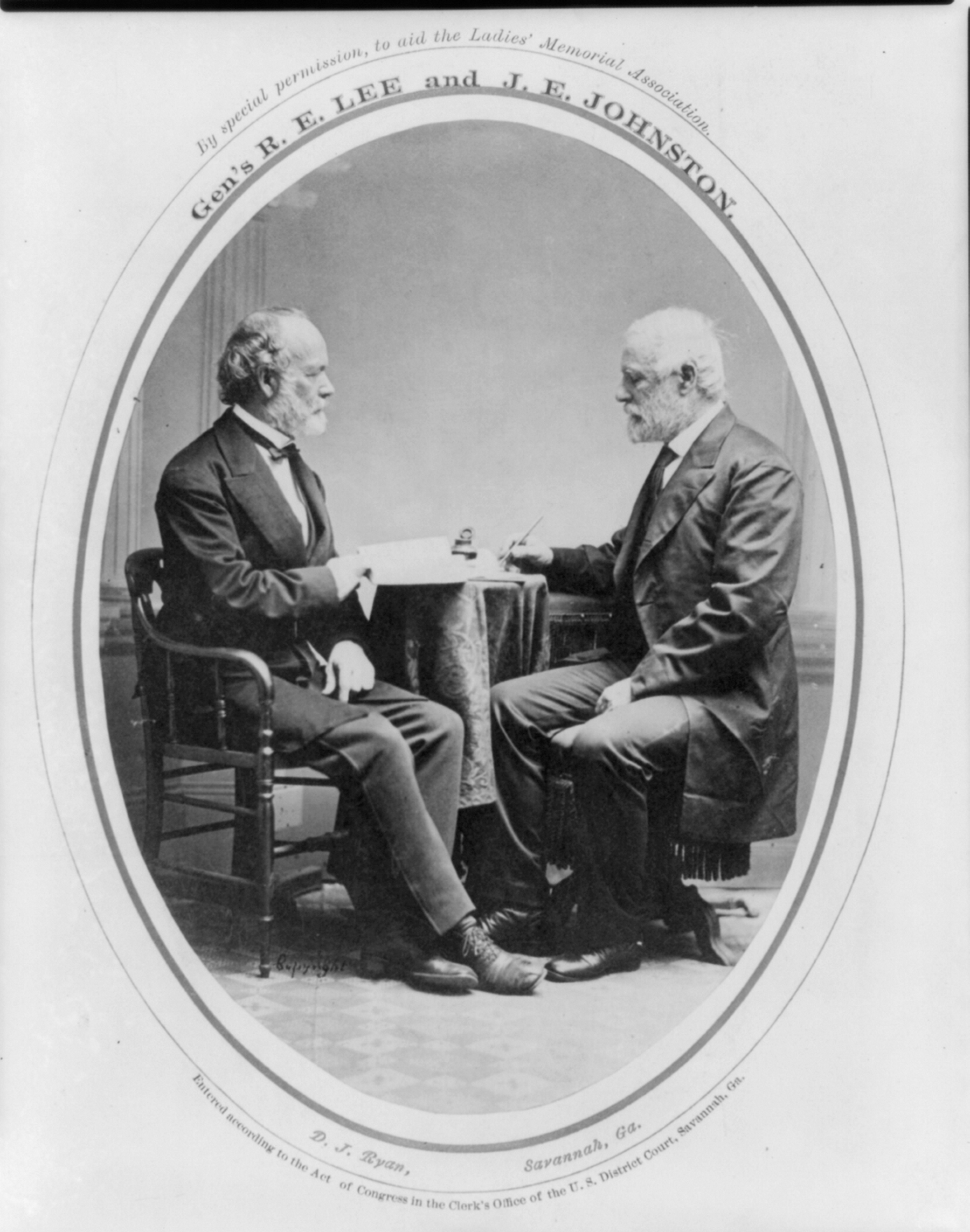

## روابط خارجية
- جوزيف إغلستون جونستون على موقع الموسوعة البريطانية (الإنجليزية)
- جوزيف إغلستون جونستون على موقع إن إن دي بي (الإنجليزية)